# Burg Horrenberg
Die Burg Horrenberg ist eine abgegangene Niederungsburg im Ortsteil Horrenberg der Gemeinde Dielheim im Rhein-Neckar-Kreis in Baden-Württemberg.
1184 wurde an der Burgstelle ein castellum Horemberg erwähnt. Um 1220 errichtete die damalige Ortsherrschaft neben der Straße über der sumpfigen Leimbachniederung eine Turmburg zum Schutz der Reichsstraße und der Zollstation.
1238 wurde erstmals mit Dieter von Horrenberg ein Ortsadliger erwähnt, der sich vermutlich nach der Burg benannte und dessen niederadlige Familie im 15. Jahrhundert bereits ausgestorben war.
Vor 1272 erwarb Bischof Heinrich von Speyer den oberen Bruhrain, zu dem das Dorf Horrenberg und die Horrenburg gehörten.
Im 14. bis 15. Jahrhundert war die von der Ortsherrschaft nicht mehr benötigte Burg vermutlich schon verfallen und wurde in späteren Quellen als „ehemalige Burg“ genannt. Von der ehemaligen Burganlage ist nur noch ein Schuttrest erhalten.